# Szemere Béla
Szemere Béla (Lasztomér, Zemplén vármegye, 1874. május 10. – 1948. november 2.) magyar sebész, főorvos, országgyűlési képviselő.

## Élete
1874-ben született református vallású családban, felmenői a hagyomány szerint egészen a honfoglaló Huba vezérig vezették vissza származásukat (Szemere nemzetség). Egyetemi tanulmányait részben a budapesti, részben a kolozsvári tudományegyetem orvosi karán végezte; később, sebészeti ismereteinek elmélyítésére hosszabb tanulmányúton járt Berlinben és Párizsban is. 1907-től 1936-ig a fővárosi, Tűzoltó utcai Fehérkereszt gyermekklinika sebészeként, pályája csúcsán annak igazgató-főorvosaként dolgozott. Közben, az első világháború alatt egy kisegítő hadikórházban volt a sebészeti osztály vezetője. A Magyar Orvosok Nemzeti Egyesületének választmányi tagja volt.
Politikával az 1920-as években kezdett foglalkozni; 1924-ben csatlakozott a Gömbös Gyula-féle fajvédő párthoz. Az 1939-es általános választásokon országgyűlési képviselőnek is jelöltette magát a Meskó Zoltán vezette Magyar Nemzeti Szocialista Földműves és Munkás Párt színeiben, és annak Szolnok vármegyei listáján kapott helyet. A választás után nem került be egyből a Parlamentbe, csak pótképviselőnek választották meg, de miután Magyary-Kossa István korelnök lemondott saját mandátumáról, a helyére őt hívták be a képviselőházba.